# Округ Марион (Канзас)
Округ Марион (енгл. Marion County) је округ у америчкој савезној држави Канзас. По попису из 2010. године број становника је 12.660. Седиште округа је град Марион.

## Демографија
Према попису становништва из 2010. у округу је живело 12.660 становника, што је 701 (5,2%) становника мање него 2000. године.
| Група             | 2000.          | 2010.          |
| Белци             | 12.833 (96,0%) | 11.992 (94,7%) |
| Афроамериканци    | 63 (0,5%)      | 104 (0,8%)     |
| Азијати           | 25 (0,2%)      | 27 (0,2%)      |
| Хиспаноамериканци | 257 (1,9%)     | 296 (2,3%)     |
| Укупно            | 13.361         | 12.660         |